# Кухажовиці
Кухажовиці (пол. Kucharzowice) — село в Польщі, у гміні Вйонзув Стшелінського повіту Нижньосілезького воєводства.
Населення — 266 осіб (2011).
У 1975-1998 роках село належало до Вроцлавського воєводства.

## Демографія
Демографічна структура станом на 31 березня 2011 року:
|          | Загалом | Допрацездатний вік | Працездатний вік | Постпрацездатний вік |
| -------- | ------- | ------------------ | ---------------- | -------------------- |
| Чоловіки | 132     | 29                 | 91               | 12                   |
| Жінки    | 134     | 28                 | 71               | 35                   |
| Разом    | 266     | 57                 | 162              | 47                   |